# 艾比斯之梦
《艾比斯之梦》（日语：アイの物語）是一本由日本作家山本弘创作的科幻轻小说。该小说日文版由日本角川书店在2006年6月出版，而中文版由新星出版社出版。该小说通过短篇故事集的形式进行故事叙述。除了其中的《诗音翩然到来之日》与《艾比斯之梦》两篇短篇小说外，其余小说在此前均已出版。 该作品获得了第27届日本SF大奖提名，第28届吉川英治文学新人奖提名。